# 広島大本営
座標: 北緯34度24分6.72秒 東経132度27分35.08秒 / 北緯34.4018667度 東経132.4597444度
- 日清戦争 > 大本営 > 広島大本営
- 戦争遺跡 > 広島大本営

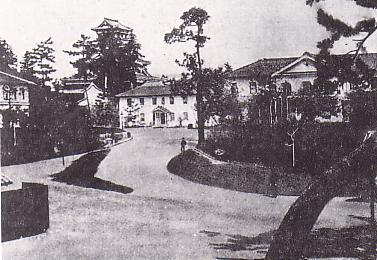
広島大本営（写真右）。左隅は昭憲皇太后御座所。左上に広島城天守が見える。

広島大本営（ひろしまだいほんえい、旧字体：廣島大本營）は、1894年（明治27年）に勃発した日清戦争の戦争指揮のために広島県広島市の広島城（現中区基町）内に設置された大本営である。

## 概要

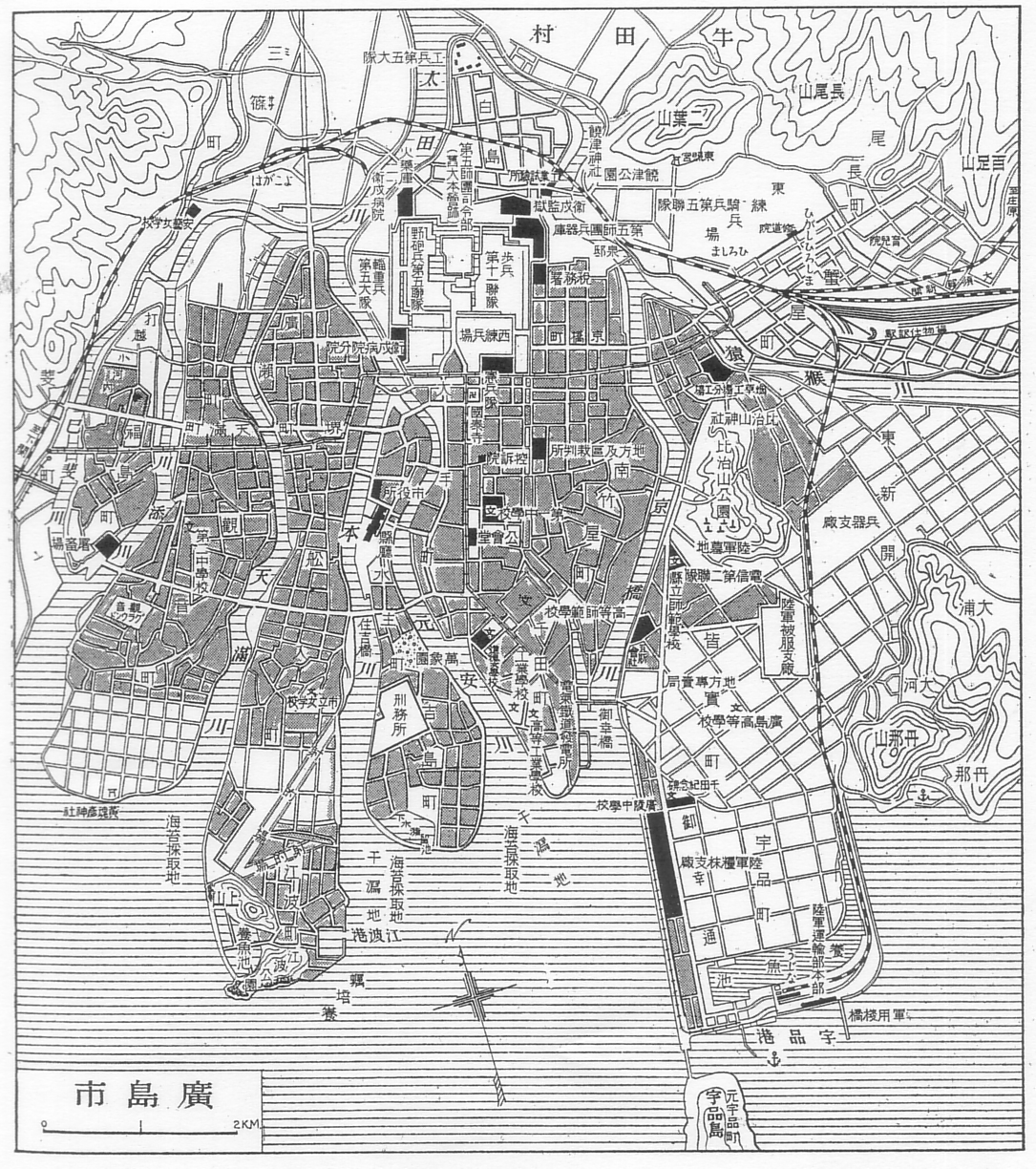
1930年ごろの広島市。中央やや上が広島城。右上に広島駅、右下が宇品港にあたり、日清戦争勃発後に敷設された宇品線で結ばれている。

大本営は1893年（明治26年）5月19日に勅令第52号戦時大本営条例によって法制化された制度であり、日清戦争において初めて設置された。このときの大本営は1894年6月5日に東京の参謀本部内に設置され、同年8月5日に皇居内に移った。
その後、当時東京を起点とする鉄道（山陽鉄道）網の西端であったこと（広島駅）、また大型船が運用出来る港（宇品港（現・広島港））が有ったことで、前線に向かう兵站基地となった広島市に移ることとなった。
9月13日に大本営が宮中からこの地に移転し、2日後の15日には戦争指揮のために明治天皇が移った。このため、行宮の役割も果たした。10月9日、非常時に備え縮景園は大本営副営と定められ、明治天皇の居所として清風館があてられた。明治天皇は日清講和条約（下関条約）調印後の1895年（明治28年）5月30日までの227日間この地で指揮を執った後、東京に還幸した。大本営はその後も台湾の統治機構整備など戦後処理のために広島に留まり、1896年（明治29年）4月1日に大本営解散の詔勅によって解散した。
この時期、1894年10月に招集された第7回帝国議会は広島の広島臨時仮議事堂で開会された（議事堂は西練兵場内に建設された）。国の立法・行政・軍事の最高機関が一時的とはいえ広島市に集積したことで、広島市は臨時の首都の機能を担った。これは明治維新以降、首都機能が東京から離れた唯一の事例である（日本の首都を参照）。

## 略歴

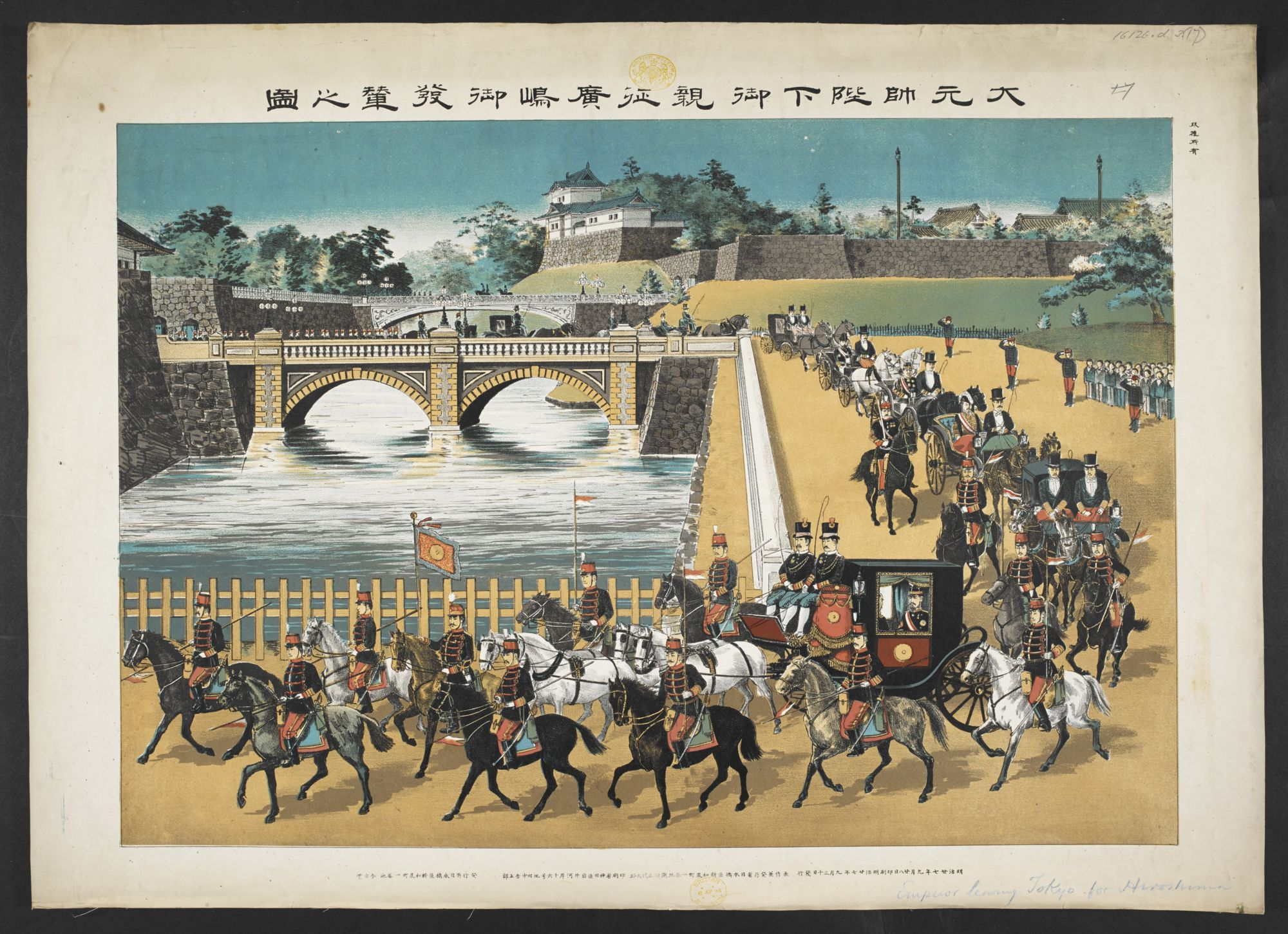
瀧川三代太郎 『大元帥陛下御親征広島御発車之図』

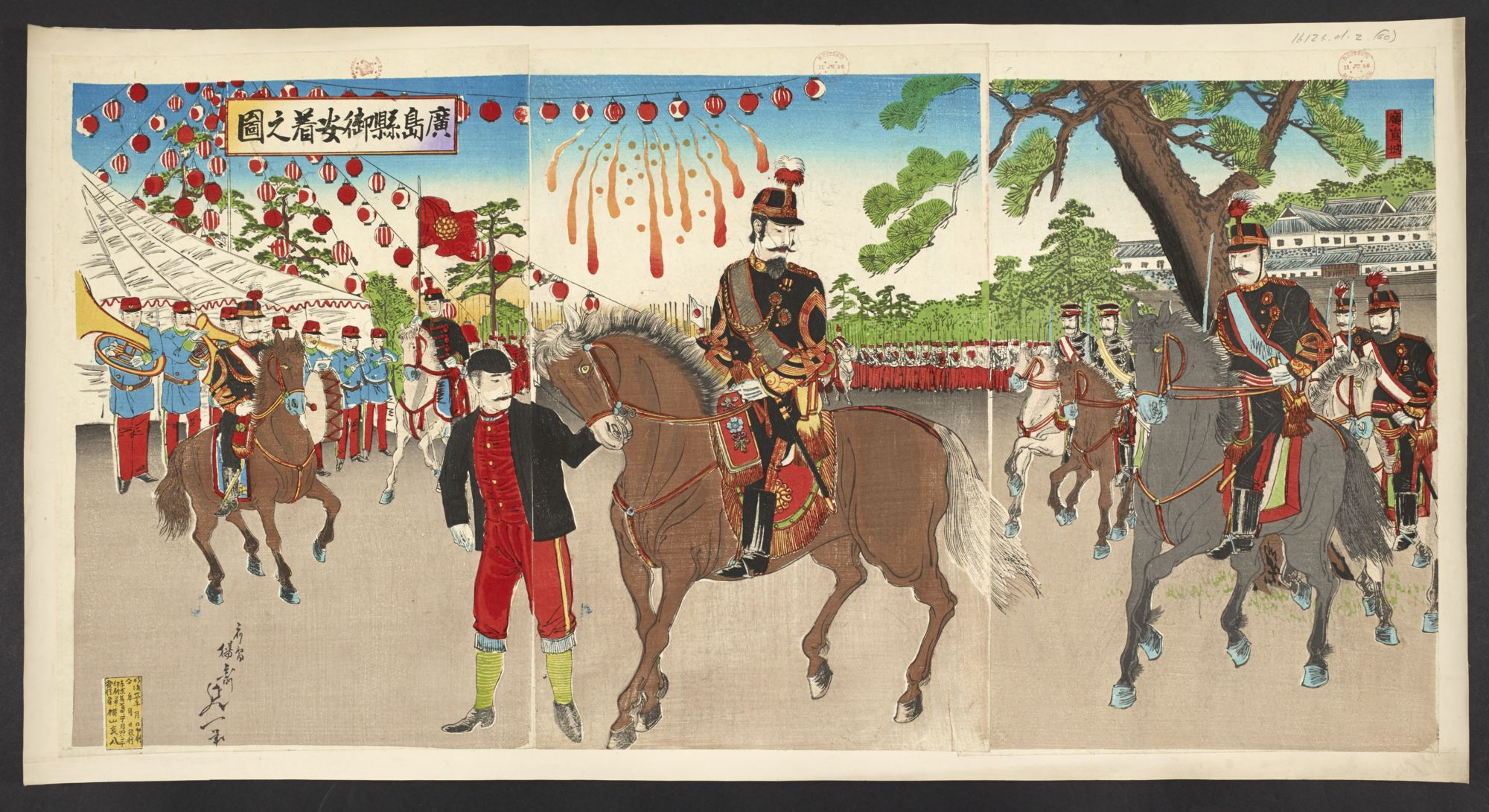
楊斎延一『広島県御安着之図』

- 1894年（明治27年）
  - 8月1日 - 宣戦布告[5]

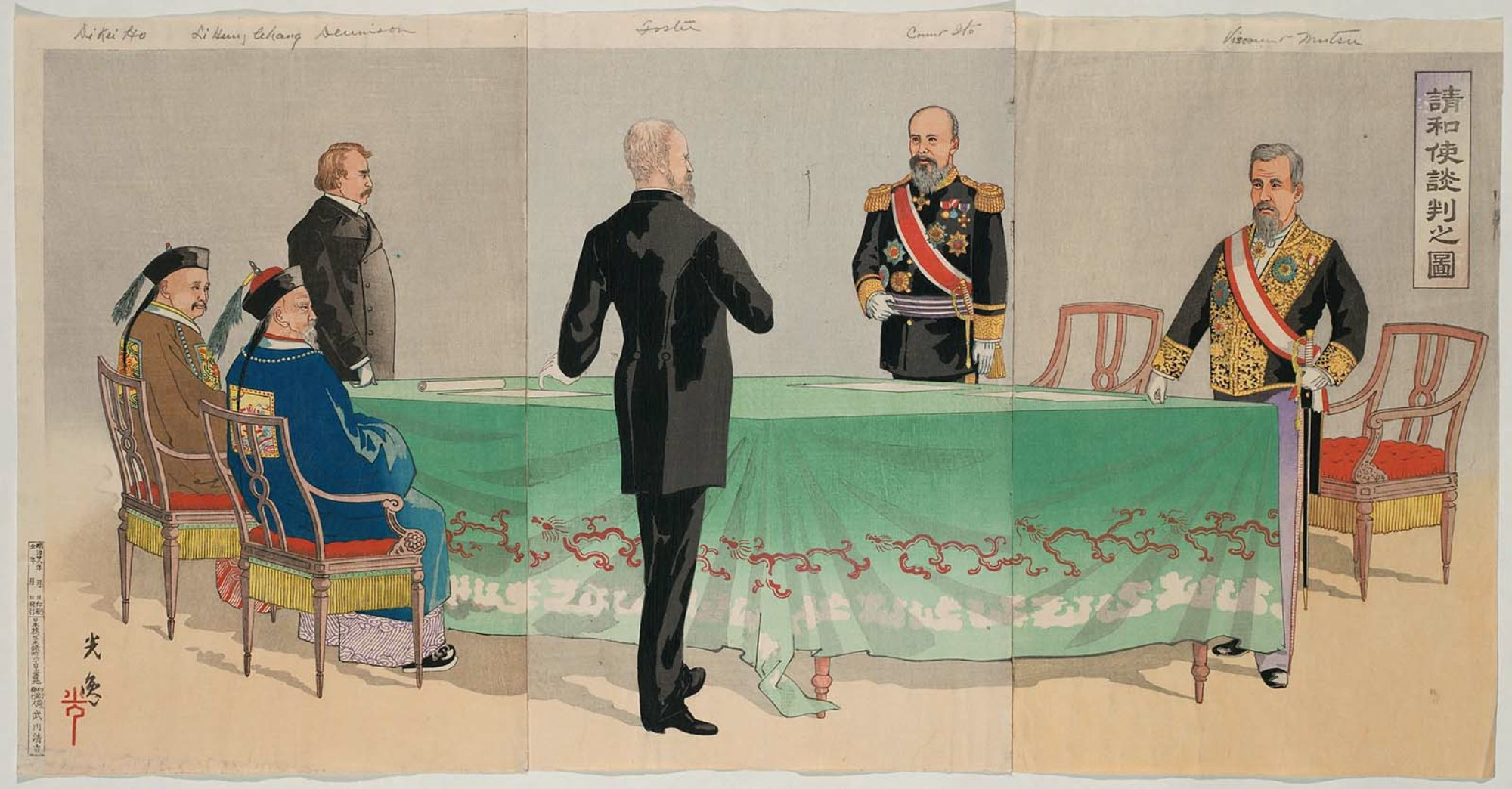
土屋光逸『請和使談判之図』
----
1895年2月に広島県庁で行われた請和交渉を描いたもの。

  - 9月8日 - 明治天皇は参謀総長有栖川宮熾仁親王の奉請を受け、広島に大本営進駐を発令[6]。
  - 9月13日 - 明治天皇皇居を出門し名古屋宿泊、翌日神戸宿泊[7]。
  - 9月15日 - 明治天皇広島大本営入り[7]。
  - 9月22日 - 帝国議会開催詔書公布[8]。
  - 10月2日 - 明治天皇宇品港出発、呉港（呉鎮守府）行幸[9]、同日大本営へ[10]。
  - 10月5日 - 広島市および安芸郡宇品を臨戦地と定め戒厳令宣告[11]。
  - 10月18日 - 第7回帝国議会開会、4日間会期[12]。
  - 11月17日 - 嘉仁皇太子親王（後の大正天皇）広島行啓。同月15日東京を出発しこの日に到着、大本営や第5師団、呉鎮守府などを行啓し、同月25日還啓[13]。
  - 12月9日 - 臨時内閣出張所を大手町三好旅館に開設[14]。
- 1895年（明治28年）
  - 1月2日 - 参謀総長有栖川宮熾仁親王は病気静養のため舞子別邸へ向かう[15]。
  - 1月15日 - 有栖川宮熾仁親王薨去。
  - 2月1日 - 加古町広島県庁舎にて清との第一次講和会議[16]。清側の委任状不備のため翌日交渉拒絶。
  - 3月19日 - 昭憲皇太后広島行啓。同月17日皇居を出門しこの日に到着、皇太后御座所に入る[17]。
  - 4月17日 - 下関条約締結[18]。
  - 4月21日 - 明治天皇詔書公布、日清戦争終結[19]。
  - 4月26日 - 昭憲皇太后広島出発[20]。
  - 4月27日 - 大本営を京都に移す。明治天皇広島出発[20]。
- 1896年（明治29年）
  - 4月1日 - 大本営解散。
- 1926年（大正15年）- 国の史跡（旧史跡）指定。
- 1928年（昭和3年） - 広島県の管理下に移り[21]一般開放。
- 1945年（昭和20年） - 広島市への原子爆弾投下により壊滅。

## 施設と現況

### 大本営
元々この地には本丸御殿があったが火災により全焼、1877年（明治10年）跡地に広島鎮台司令部として建設されたものである。1888年（明治21年）第5師団発足以降はその司令部として使われていた。そして、大本営として用いられた。
洋風建築の木造2階建て、広島城本丸におかれた。1階に大臣室や侍従職室、2階に御座所・御召替所・侍従長室・軍議室などがあり、御座所は執務室と寝室を兼ね、近くに剣璽が置かれた。
明治天皇はほぼここに留まって深夜まで政務を行い、質素な生活をしていたと伝えられている。この戦争中に見せた「精力的な活動」「質素な生活」つまり「聖徳」は明治後期における天皇神格化の中で重要なイメージ戦略として用いられており、例えば当時普通の古びた備品を使う様は戦前の教科書に描かれている。後に明治天皇は当時のことを詠んでいる。
1896年（明治29年）大本営解散後は第5師団管理の下「大本営址」は文化財として保護され、史蹟名勝天然紀念物保存法施行により「史蹟明治二十七八年戦役広島大本営」として1926年（大正15年）に国の史跡（旧史跡）に指定された。1928年（昭和3年）から広島城天守の一般開放が始まり、あわせて名所として公開された。
1945年（昭和20年）8月6日、広島市への原子爆弾投下により建物は全て崩壊した（爆心地から約900メートル）。1948年（昭和23年）、戦後の軍国主義排除の風潮の中で、史跡指定が解除され塗りつぶされた。現在では、建物の基礎および礎石と、一部文字が消された石碑が残っているのみとなっている。

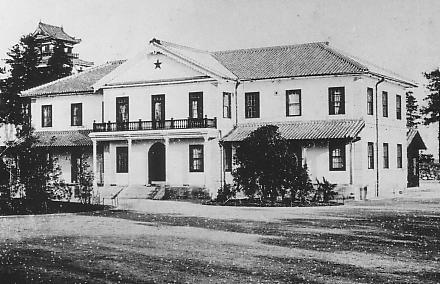
広島鎮台。後に第五師団司令部となり大本営になる。
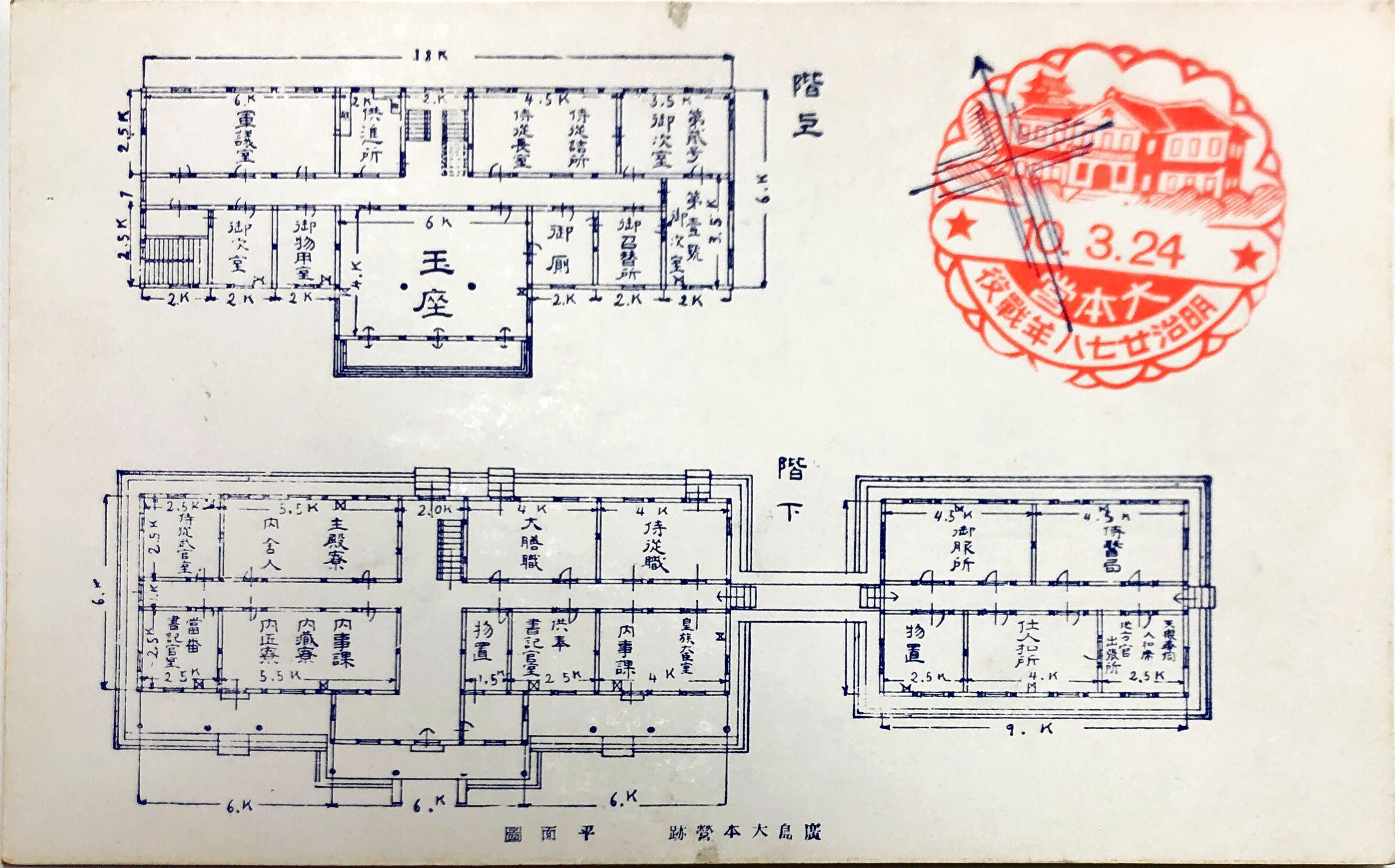
広島大本営の平面図
広島大本営の玉座
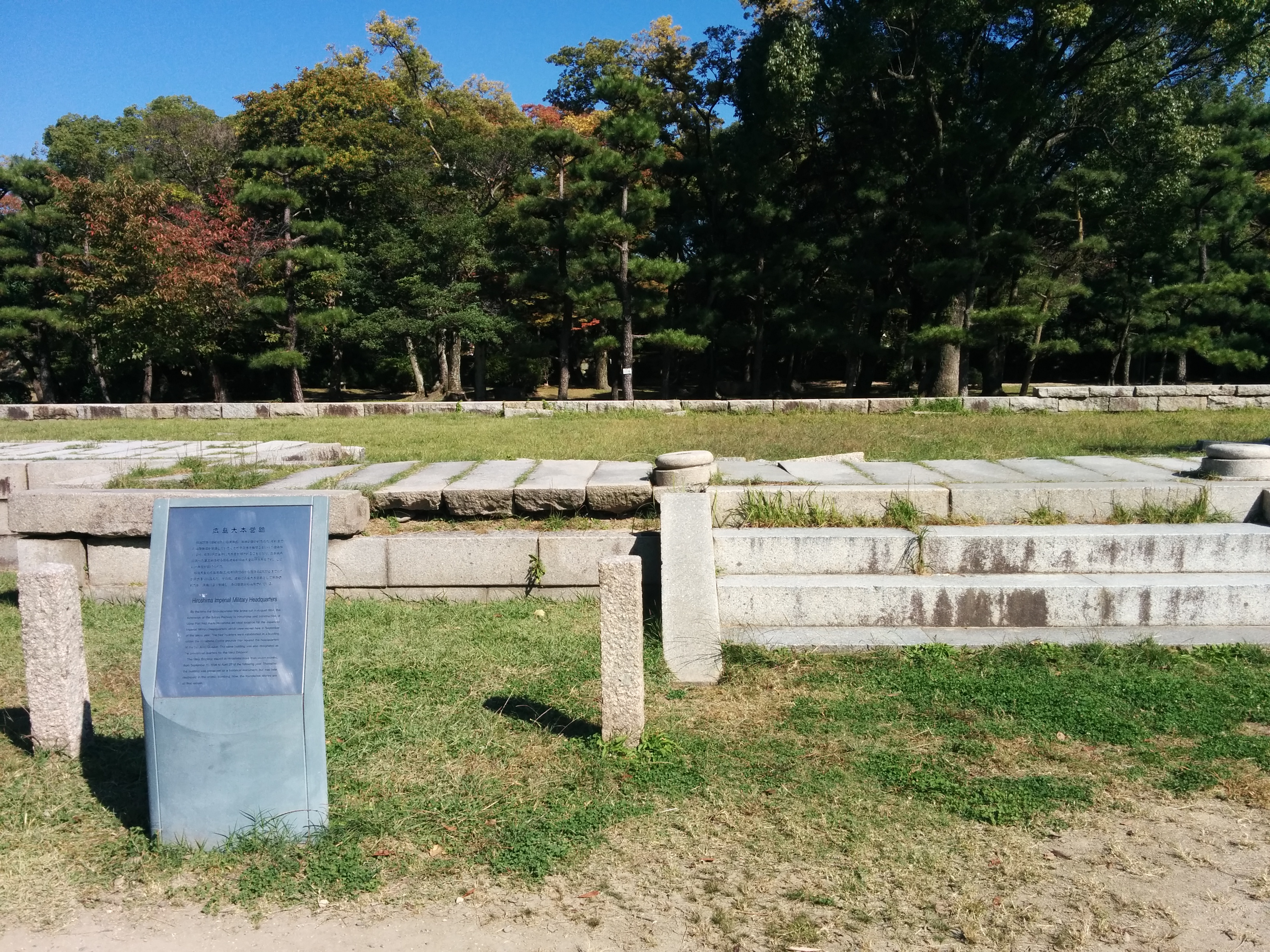
大本営跡。
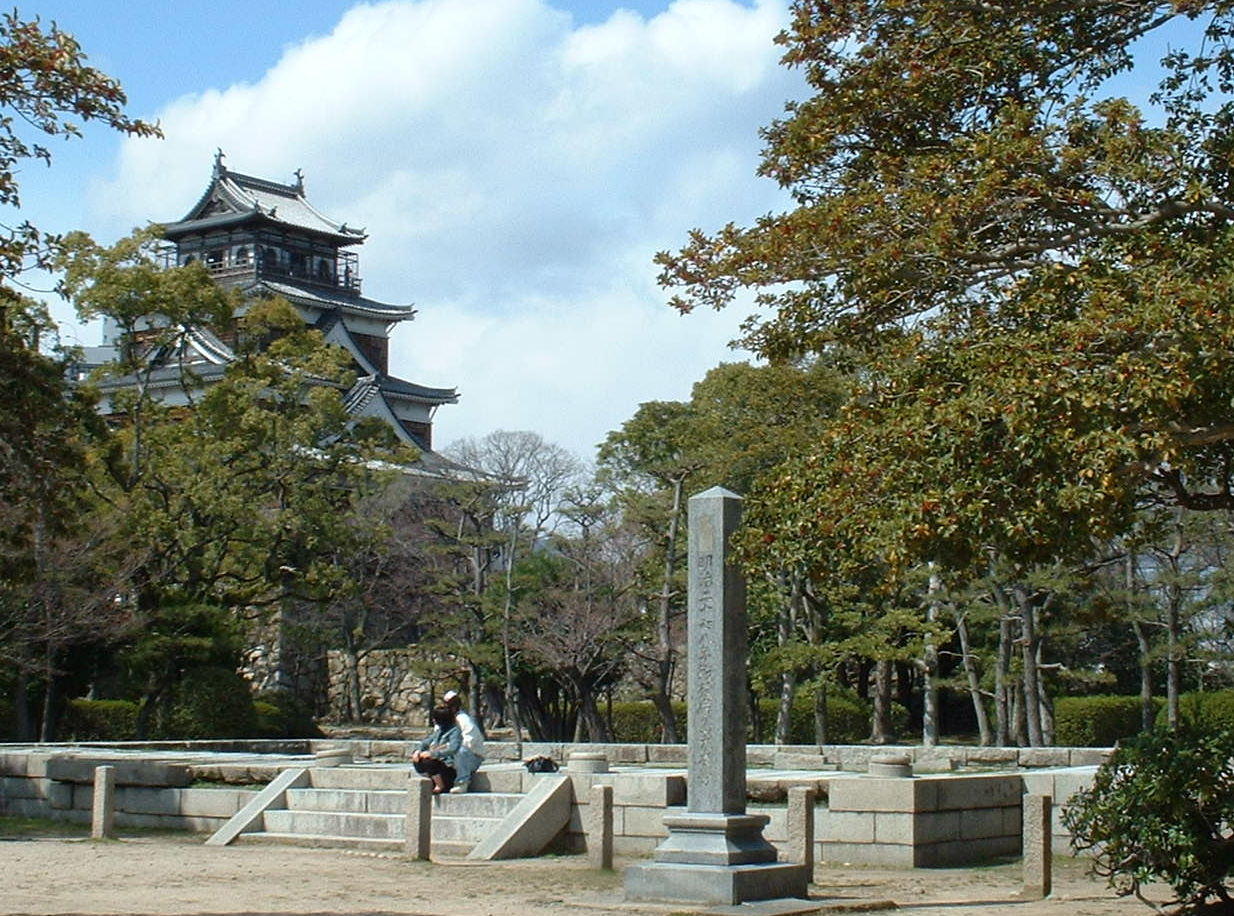
石碑。
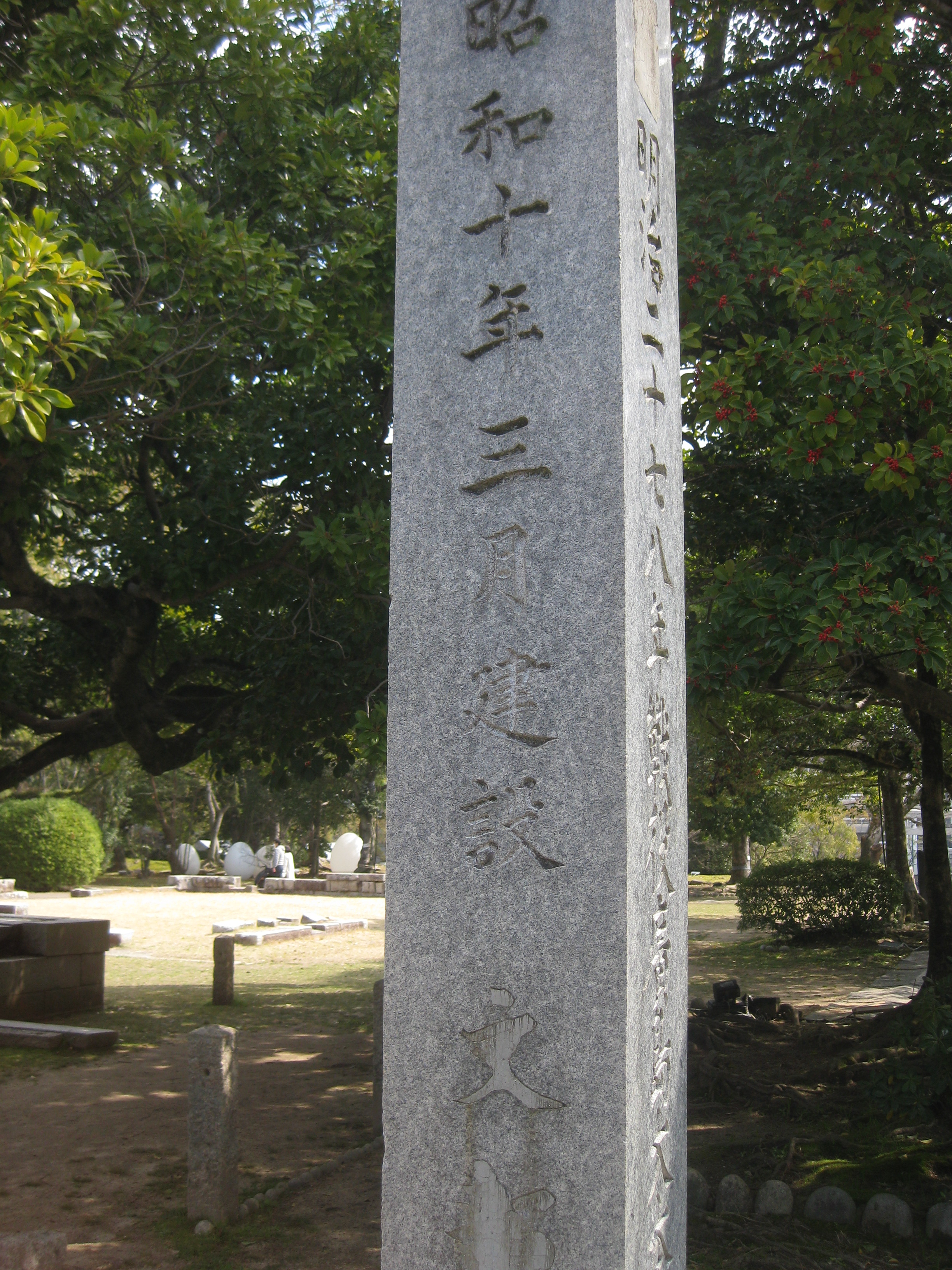
広島大本営跡の石碑
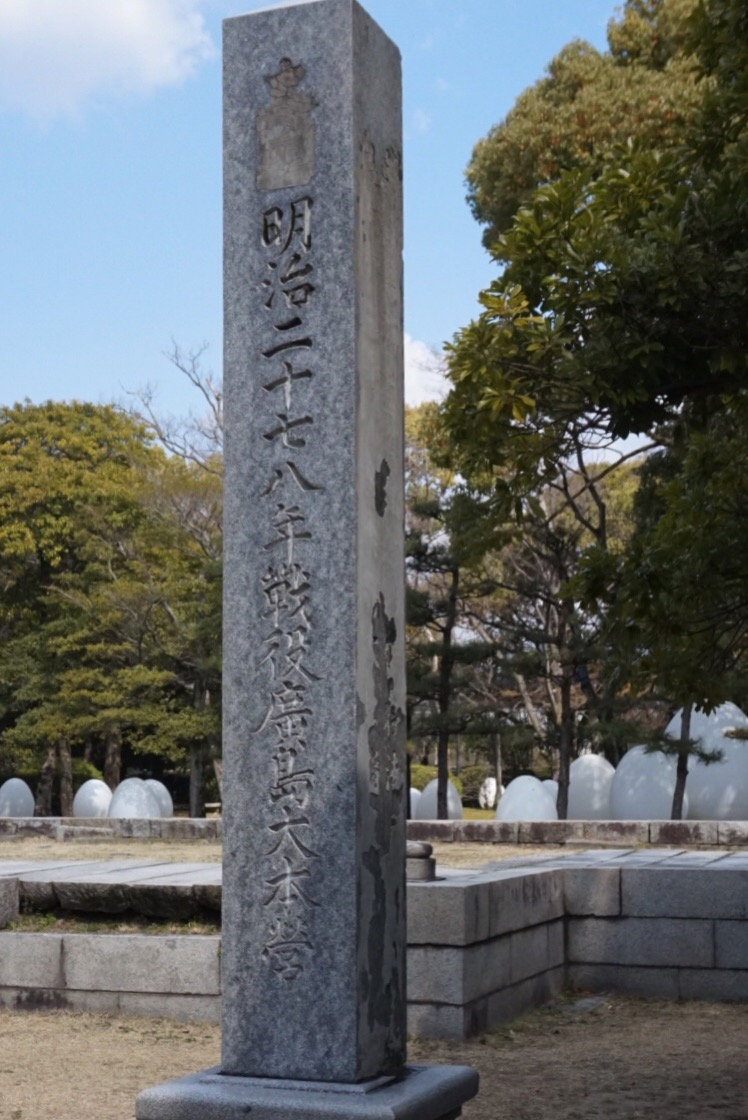
広島大本営跡石碑の塗りつぶされた側面

### 昭憲皇太后御座所
広島城天守から真南、大本営から西南西方向に位置した。元々は第5師団監査部の建物で、大本営設置後はその事務所として使われていた。
当初は1895年（明治28年）3月13日昭憲皇太后広島行啓で進められていたが都合により延期、同年3月19日皇后行啓した際に御座所として用いられた。この地で皇后も精力的に慰問を行っていたことが伝えられる。
これも現在は基礎石のみが残る。

皇太后御座所跡を写した絵葉書
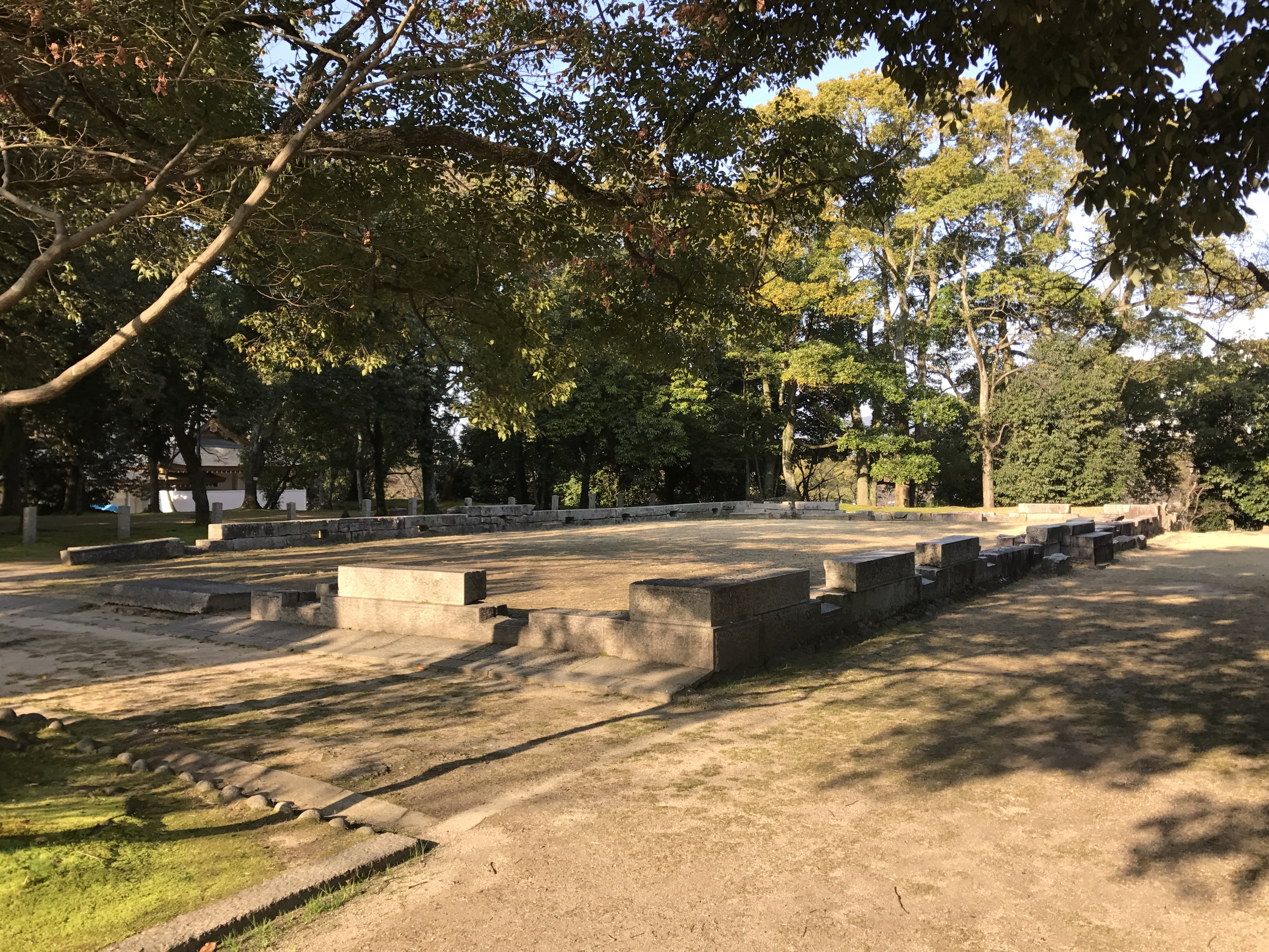
皇太后御座所跡

### その他

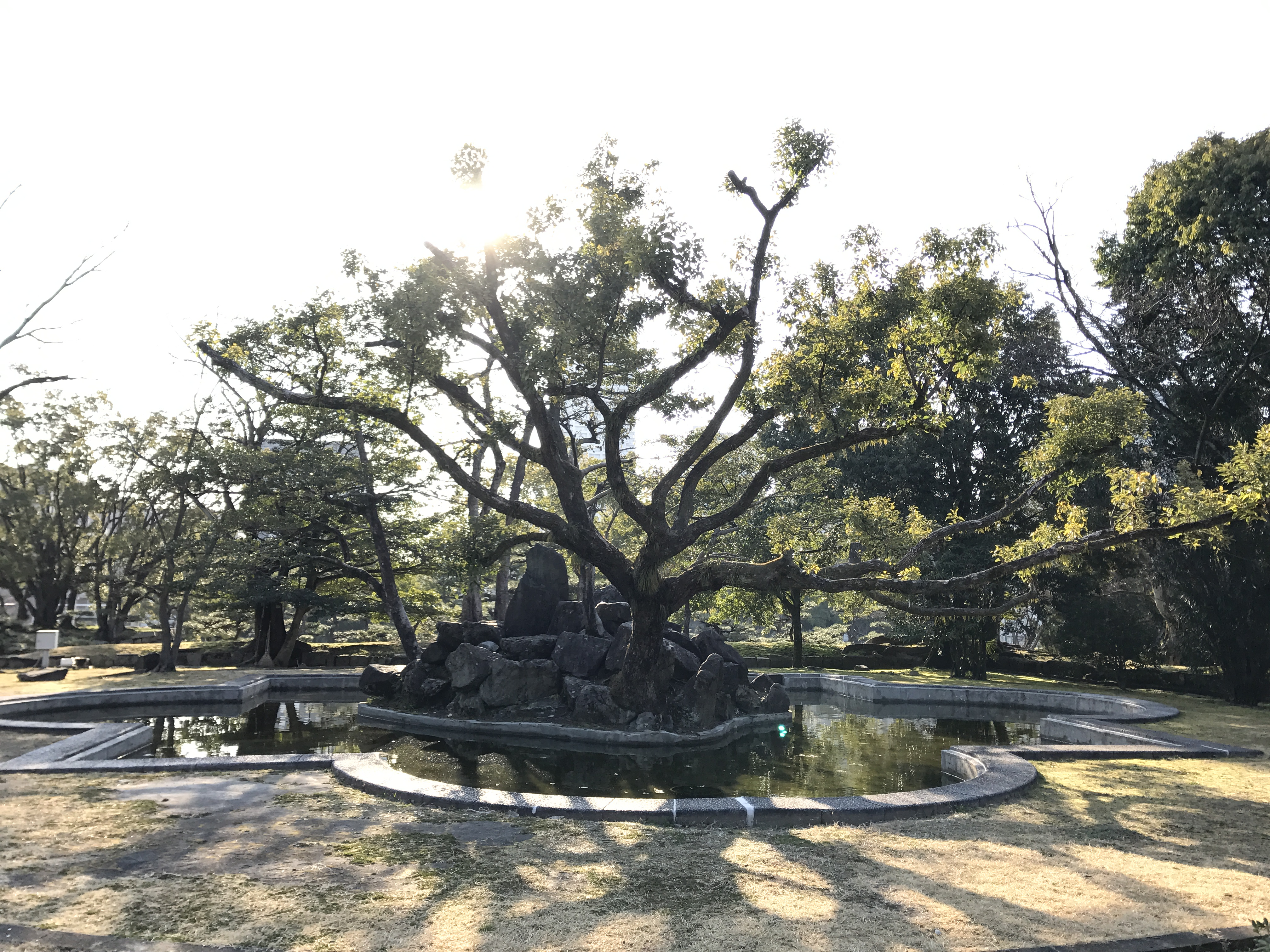
桜の池跡

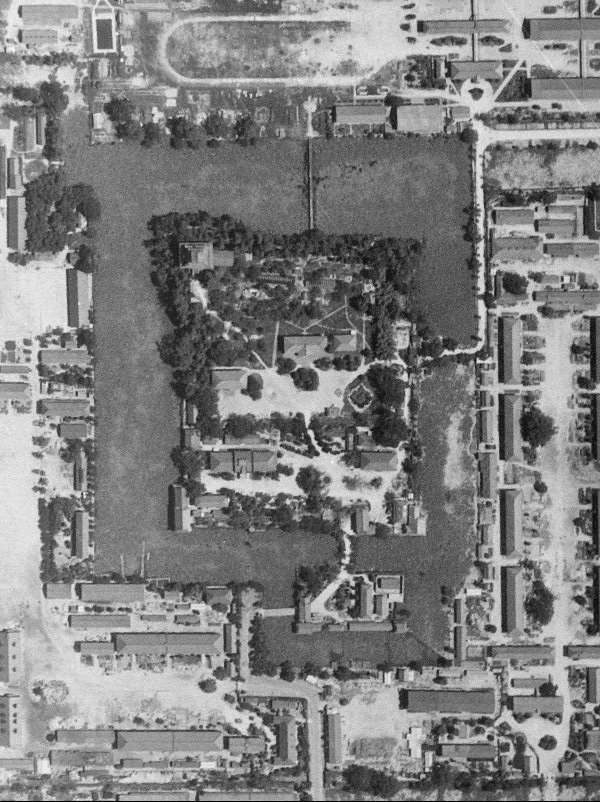
原爆投下前（7月25日）の広島城本丸。中央の建物が（旧）大本営。そこから左下が皇后御座所、右下の丸い円が桜の池。
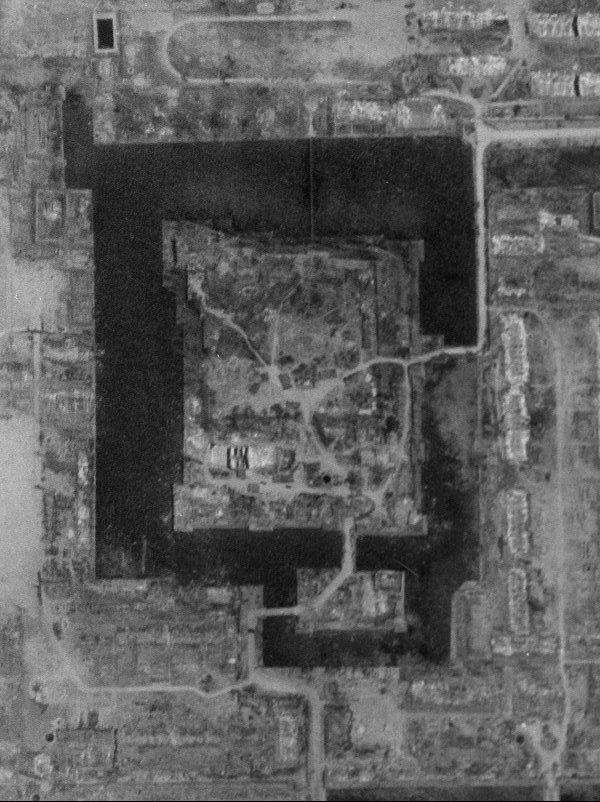
投下後（8月11日）。
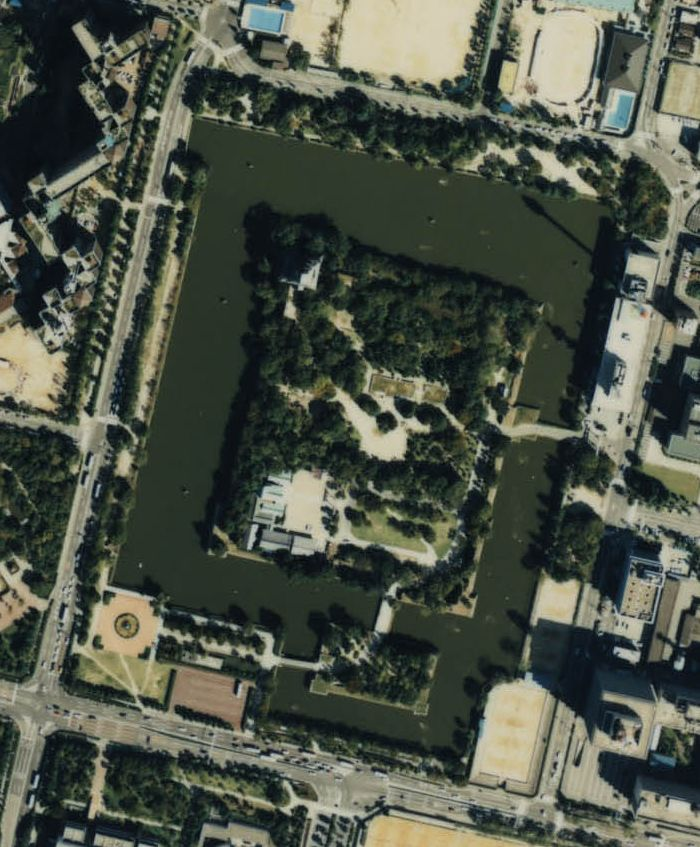
1988年の広島城。国土交通省 国土地理院 地図・空中写真閲覧サービスの空中写真を基に作成。基礎が見える。

- 桜の池

本丸内にあり大本営から東南東方向に位置する。1898年（明治31年）広島軍用水道布設の際に造られた池で、牛田水源地（現牛田浄水場）から神田橋水道橋を通って京橋川を渡り城内へ上水道が引き込まれた時に一緒に整備された。1925年（大正14年）に「桜の池」と命名。
現在はコンクリートで覆われた形状は残っているが、水は入れられていない。
- 大本営跡の南側は元々は前庭にあたり、車周りの植え込みの一つだったクロガネモチ（広島市被爆樹木リスト）は被爆にも耐えた被爆樹木として現在も生息している[29]。
- 当時御座所にあった金屏風は大本営解散後もそのまま置かれていた。戦中に青崎国民学校（現広島市立青崎小学校）に疎開させていたため被爆による消失から免れ、現在は広島県立文書館が所蔵している[22]
- 従者は市中心部の旅館に宿泊している[30]。最も多いのが大本営に近い大手町[30]。これは帝国議会開催中の議員も同様で、市内のみならず周辺町村、現在の広島市域全域で宿泊した[31]。彼ら宿泊所を提供した市民は後に、天覧の栄誉を受けている。
- 嘉仁皇太子親王行啓の際には憲兵本部が宿泊所にあてられた[32]。

## 復元計画
1968年2月ごろ、広島市の明治百年記念行事の一環として大本営の復元計画が存在した。本館と分館を建設。郷土資料の展示を主目的とし、総事業費13億2681万円を見込み、広島県と広島市で費用を折半するとされた。
発表後、賛否両論が出て、再現計画図に屋根に設置されたサイレンや正面の星のマークなど大本営の復元だとする意見も出た。社会党や共産党、公明党などの革新系団体は反対の立場。旧軍人団体は賛成の立場だった。
同年5月27日に開かれた広島市の平和文化推進会議で慎重論が多く、また29日の広島市の文化財審議会でも反対意見多数で賛成意見が出なかった。6月7日の市長会見で大本営復元について再検討することを明らかにした。その上で別の場所に明治記念館の建設を考えていくとした。

## 参考資料
- 被爆60年 ヒロシマの記憶 - 中国放送
- 平和データベース - 被爆後の大本営の写真がいくつかある
- ひろしま戦前の風景 - 中国放送(RCC)。戦前の映像がある。
- 志熊直人 著、広島県庁 編『広島臨戦地日誌』1899年。2014年5月14日閲覧。
- 『日清戦争漫画』耕書堂、1895年。2014年5月14日閲覧。
- 史蹟名勝天然記念物保存協会広島支部『明治二十七八年戦役広島大本営誌』1934年。